# NGC 4839
NGC 4839 est une très vaste galaxie elliptique située dans la constellation de la Chevelure de Bérénice. Sa vitesse par rapport au fond diffus cosmologique est de 7 610 ± 19 km/s, ce qui correspond à une distance de Hubble de 112,2 ± 7,9 Mpc (∼366 millions d'al). NGC 4839 a été découverte par l'astronome germano-britannique William Herschel en 1785.
NGC 4839 présente un jet d'ondes radio.
En raison d'une brillance de surface égale à 14,30 mag/am2, on peut qualifier NGC 4839 de galaxie à faible brillance de surface (LSB en anglais pour low surface brightness). Les galaxies LSB sont des galaxies diffuses (D) avec une brillance de surface inférieure de moins d'une magnitude à celle du ciel nocturne ambiant.
À ce jour, 11 mesures non basées sur le décalage vers le rouge (redshift) donnent une distance de 92,273 ± 38,896 Mpc (∼301 millions d'al), ce qui est à l'intérieur des valeurs de la distance de Hubble. Cet échantillon est plutôt incohérent avec des valeurs allant de 27,7 Mpc à 149 Mpc. Notons cependant que c'est avec la valeur moyenne des mesures indépendantes, lorsqu'elles existent, que la base de données NASA/IPAC calcule le diamètre d'une galaxie et qu'en conséquence le diamètre de NGC 4839 pourrait être d'environ 131 kpc (∼427 000 al) si on utilisait la distance de Hubble pour le calculer.

## Trou noir supermassif
Selon les auteurs d'un article publié en 2002, la masse du trou noir central de NGC 4839 est de 3,02 x 108{\displaystyle M_{\odot }} (108,48{\displaystyle M_{\odot }}).

## Groupe de NGC 4889
NGC 4839 fait partie du groupe de NGC 4889, la galaxie la plus brillante de ce groupe. Ce groupe de galaxies compte au moins 18 membres. Les autres galaxies du groupe sont NGC 4789, NGC 4807, NGC 4816, NGC 4819, NGC 4827, NGC 4841, NGC 4848, NGC 4853, NGC 4874, NGC 4889, NGC 4895, NGC 4911, NGC 4926, NGC 4944, NGC 4966, NGC 4841A et UGC 8017 (noté 1250+2839 dans l'article de Mahtessian pour CGCG 1250.4+2839).
La désignation DRCG 27-31 est utilisée par Wolfgang Steinicke pour indiquer que cette galaxie figure au catalogue des amas galactiques d'Alan Dressler. Les nombres 27 et 31 indiquent respectivement que c'est le 27e amas de la liste, soit Abell 1656 (l'amas de la Chevelure de Bérénice), et la 31e galaxie de cet amas. Les galaxies du groupe de NGC 4889 font donc partie de l'amas de la Chevelure de Bérénice. Cette même galaxie est aussi désignée par ABELL 1656:[D80] 31 par la base de données NASA/IPAC, ce qui est équivalent. Dressler indique que NGC 4839 est une galaxie lenticulaire de type E/S0.